# 安德魯什夫卡 (波格列比謝區)
49°21′36″N 29°12′9″E / 49.36000°N 29.20250°E
安德魯什夫卡（烏克蘭語：Андрушівка），是烏克蘭的村落，位於該國西南部文尼察州，由文尼察區負責管轄，面積0.31平方公里，海拔高度286米，2001年該村落人口1,104。